# کاترین فولوپ
کاترین فولوپ (به انگلیسی: Catherine Fulop) (زاده ۱۱ مارس ۱۹۶۵) بازیگر ونزوئلایی است.
از فیلم‌هایی که وی در آن نقش داشته است می‌توان به ماریگولد اشاره کرد.